# Amatør
En amatør (af lat. amare, elske) betegner et menneske med lidenskabelig eller kærlighedsfuld tilgang til et område i livet – f.eks. et fag- eller kunstområde, som mest finder sted i fritiden og derfor er en hobby. På denne vis adskiller en amatør sig fra en professionel, eller en som sigter mod at blive professionel, der har til formål at leve af sin gerning.
Da en amatør i ordets betydning har lidenskaben og ikke levevejen som sit primære fokus, og ikke som den professionelle må efterleve samfundets minimumsstandarder og regler på området, har amatøren ofte mindre almen anerkendt erfaring med arbejdet end den professionelle. Ordet "amatør" bruges derfor ofte (nedsættende) om et menneske, som menes ikke at gøre sin opgave godt nok, men er ikke i sig selv en definition på lav arbejdsmæssig eller kunstnerisk kvalitet, lav etik eller mangel på disciplin.
Snarere end at indrømme uvidenhed eller inkompetence (af mange fejlagtigt antaget at være permanent tilstande), er det samtidig blevet almindeligt at undskylde eget dårligt udførte arbejde eller ringe formåen eller talent med brugen af ordet "amatør".